# Чернейка (деревня)
Чернейка — деревня в Велижском районе Смоленской области России. Входит в состав Велижского городского поселения. 
Расположена в северо-западной части области в 1 км к северу от Велижа, в 2 км севернее автодороги Р133 Смоленск — Невель, на берегу реки Западная Двина. В 95 км южнее деревни расположена железнодорожная станция Рудня на линии Смоленск — Витебск.

## История
В годы Великой Отечественной войны деревня была оккупирована гитлеровскими войсками в июле 1941 года, освобождена в сентябре 1943 года.